# Manhunter
Manhunter (alias Red Dragon: The Curse of Hannibal Lecter) is een Amerikaanse thriller uit 1986 van regisseur Michael Mann. Het verhaal is gebaseerd op dat uit het boek Red Dragon van schrijver Thomas Harris. De voornaamste rollen zijn voor William Petersen, Joan Allen, Kim Greist, Dennis Farina en Tom Noonan. Hannibal Lecter werd hierin nog gespeeld door Brian Cox.

## Inhoud
Will Graham (Petersen) is een gewezen FBI-agent die ooit zijn leven op het spel zette om de beruchte Hannibal Lecter (Cox) in te rekenen. Door het trauma dat hij aan deze zaak overhield, besloot hij uit de FBI te stappen.
Maar dan roept Jack Crawford de hulp in van zijn ex-collega Graham. Crawford is bezig met een ernstige zaak rond een seriemoordenaar met de naam De Tandenfee (Tom Noonan). Deze psychopaat vermoordt gezinnen en is nog steeds niet opgepakt. Graham heeft de gave om in de gedachten van een moordenaar te kruipen en te denken zoals de moordenaar dat zou doen. Zijn hulp is noodzakelijk en dus sluit hij zich terug aan bij de FBI. Om meer info over de psychopaat te weten te komen, roept Graham zelfs de hulp in van de beruchte Hannibal Lecter, die dankzij Graham in de gevangenis zit.
Wat volgt is een zenuwslopende jacht op de psychopaat, die weer toe zal slaan bij volle maan.
Ze halen alles uit de kast om de moordenaar te vinden. Wanneer ze erachter komen dat de psychopaat via advertenties in de krant communiceert met Hannibal Lecter besluiten ze hier gebruik van te maken. Een vervelende journalist, die vroeger ook al Will lastigviel, mag een artikel schrijven over Will, in de hoop dat de moordenaar Graham zal opzoeken.
De psychopaat gaat echter niet achter Will Graham aan, maar vermoordt de journalist op brute wijze.
We maken dan ook echt kennis met de psychopaat en zijn bedoelingen met de seriemoorden.
Wanneer het bijna volle maan is en de strijd al bijna opgegeven is om nieuwe moorden te voorkomen, wordt er een belangrijke aanwijzing gevonden die leidt tot de dader.
Bij de confrontatie raakt Will Graham wel gewond, maar slaagt erin de Tandenfee te stoppen.

## Rolverdeling
| Acteur               | Personage             |
| -------------------- | --------------------- |
| William Petersen     | Will Graham           |
| Kim Greist           | Molly Graham          |
| Joan Allen           | Reba McClane          |
| Brian Cox            | Hannibal Lecter       |
| Dennis Farina        | Jack Crawford         |
| Tom Noonan           | Francis Dollarhyde    |
| Stephen Lang         | Freddy Lounds         |
| David Seaman         | Kevin Graham          |
| Benjamin Hendrickson | Dr. Frederick Chilton |
| Michael Talbott      | Geehan                |
| Dan Butler           | Jimmy Price           |
| Michele Shay         | Beverly Katz          |
| Robin Moseley        | Sarah                 |
| Paul Perri           | Dr. Sidney Bloom      |
| Patricia Charbonneau | Mrs. Sherman          |
| Frankie Faison       | Lt. Fisk              |

## Trivia
- Dit is de eerste keer dat er een film gemaakt werd rond het personage Hannibal Lecter. Na Manhunter verschenen ook The Silence of the Lambs, Hannibal, Red Dragon en Hannibal Rising.
- Hannibal Lecter wordt enkel in Manhunter door Brian Cox vertolkt. In de latere films ging die rol naar Anthony Hopkins. In Hannibal Rising speelt Gaspard Ulliel de rol van Lecter.
- Manhunter werd beïnvloed door de televisieserie Miami Vice (waarvan Michael Mann de producer was). Zo zijn er heel wat 80's-popnummers te horen tijdens de film en zijn ook de kleuren en stijl van de serie vaak terug te vinden.
- In de film is onder andere ook het nummer Heartbeat - Red 7 gebruikt, dit nummer is ook in de serie Miami Vice gebruikt.